# Den Internationale Havretsdomstol
Den Internationale Havretsdomstol (engelsk: International Tribunal for the Law of Sea) er en international domstol, der blev oprettet i 1996 som følge af FN's havretskonvention. 
Domstolen, der har sæde i Hamburg i Tyskland, har 21 dommere tilknyttet og har til formål at afgøre havretlige tvister mellem de 158 medlemmer; 157 lande og FN. Medlemmerne har forpligtet sig til at følge domstolens afgørelser og domme, men domstolen har ingen juridisk mulighed for at gennemtvinge sine afgørelser. Domstolen har fra 1997 til 2007 haft 15 sager, de fleste vedrørende fartøjer.